# Округ Сент Џејмс (Луизијана)
Сент Џејмс (енгл. St. James Parish) је округ у америчкој савезној држави Луизијана.

## Демографија
По попису из 2010. године број становника је 22.102, што је 886 (4,2%) становника више него 2000. године.
| Група             | 2000.          | 2010.          |
| Белци             | 10.538 (49,7%) | 10.478 (47,4%) |
| Афроамериканци    | 10.476 (49,4%) | 11.180 (50,6%) |
| Азијати           | 10 (0,0%)      | 31 (0,1%)      |
| Хиспаноамериканци | 130 (0,6%)     | 256 (1,2%)     |
| Укупно            | 21.216         | 22.102         |